# Riinurahu
Riinurahu ist eine unbewohnte Insel, 1,8 Kilometer von der größten estnischen Insel Saaremaa entfernt. Die ungefähr drei Hektar große Insel liegt in der Landgemeinde Saaremaa im Kreis Saare. Der nächste Ort liegt auf der Insel Vilsandi und heißt Vilsandi. Sie gehört zum Nationalpark Vilsandi.